# By absence of the Sun
By absence of the Sun is het vierde studioalbum van de Belgische rockband Triggerfinger. Het album werd uitgebracht op 18 april 2014. Het album stond in totaal 73 weken in de Vlaamse Ultratop 200 albums. Er zijn vier singles uitgebracht: Perfect match, By absence of the Sun, Off the rack en Big hole.

## Opnamen
De track Halfway there is afkomstig van de soundtrack van de film Offline, die geheel door Triggerfinger werd verzorgd. Voor de bonustrack This is the one werd eerst samenwerking met Snoop Dogg gezocht. Nadat dit niet doorging, werd contact gezocht met Method Man. Zijn raps werden opgenomen in New York, terwijl de band het album opnam in Los Angeles aan de andere kant van de Verenigde Staten.

## Tracklist
| Nr. | Titel                                    | Schrijver(s)                | Duur |
| --- | ---------------------------------------- | --------------------------- | ---- |
| 1.  | Game                                     | Ruben Block                 | 5:02 |
| 2.  | Perfect match                            | Ruben Block                 | 3:11 |
| 3.  | By absence of the Sun                    | Ruben Block                 | 3:59 |
| 4.  | Big hole                                 | Ruben Block                 | 4:17 |
| 5.  | Off the rack                             | Ruben Block                 | 3:32 |
| 6.  | Black panic                              | Ruben Block                 | 5:50 |
| 7.  | There isn't time                         | Ruben Block                 | 3:06 |
| 8.  | ... And there she was, lying in the wait | Ruben Block                 | 4:30 |
| 9.  | Splendor In The Grass                    | Ruben Block                 | 4:04 |
| 10. | Halfway there                            | Ruben Block, Mario Goossens | 3:52 |
| 11. | Trail of love                            | Ruben Block                 | 4:33 |
| 12. | Master of all fears                      | Ruben Block                 | 3:20 |

De bonustrack This is the one (Ft. Method Man) is een remix van de hand van producent Greg Gordon.

## Credits

### Bezetting
- Ruben Block (zang, gitaar)
- Paul Van Bruystegem (bas)
- Mario Goossens (drums)
- Paulie Cerra (saxofoon op tracks 2 en 7)
- Easy Eddie Choir (achtergrondzang op track 6)

### Productie
- Howie Weinberg (mastering)

## Hitnoteringen

### Album
| Land                | Toppositie | Aantal weken |
| ------------------- | ---------- | ------------ |
| België (Vlaanderen) | 1          | 73           |
| België (Wallonië)   | 21         | 25           |
| Nederland           | 1          | 18           |

### Singles
| Titel                 | Land                | Toppositie | Aantal weken |
| --------------------- | ------------------- | ---------- | ------------ |
| Perfect match         | België (Vlaanderen) | 40         | 5            |
| Perfect match         | België (Wallonië)   | 30         |              |
| By absence of the Sun | België (Vlaanderen) | 6          |              |
| Off the rack          | België (Vlaanderen) | 10         |              |
| Big hole              | België (Vlaanderen) | 15         |              |